# شورون (خودروسازی)

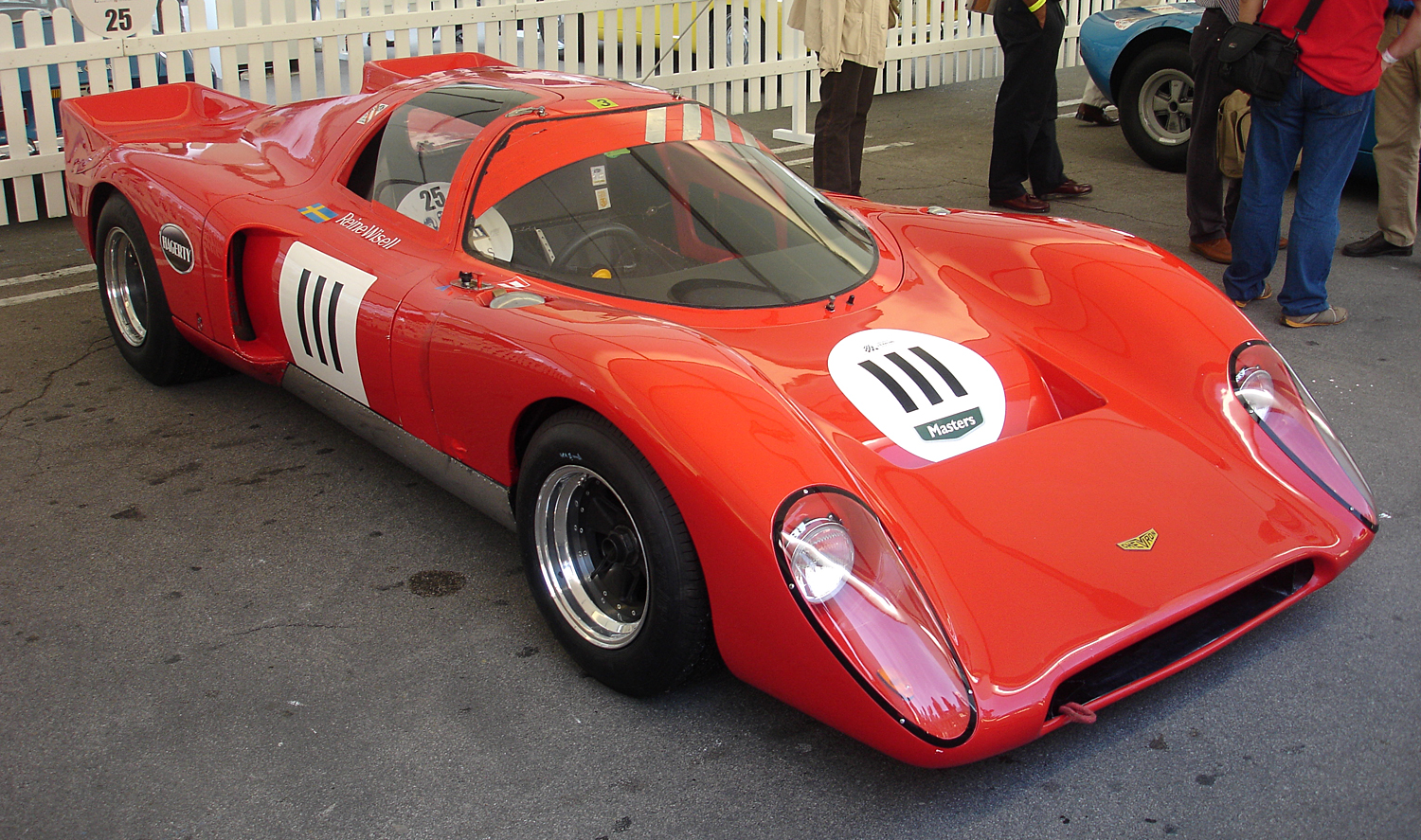
شورون بی۱۶

شورون (انگلیسی: Chevron Cars Ltd) یک تولیدکننده انگلیسی اتومبیل‌های مسابقه‌ای است که توسط درک بنت در سال ۱۹۶۵ تأسیس شد. طرح‌ها و نام شرکت اصلی همچنان برای ساخت قطعات جایگزین و مدل‌های ادامه‌دهنده شورون‌های قبلی استفاده می‌شود. مدل‌های شورون خودروهای محبوبی در مسابقات تاریخی هستند و کسب‌وکارهای مختلف هنوز هم قطعات یدکی خودروها را بازیابی و تأمین می‌کنند.